# Seznam dílů seriálu Smetánka
Toto je seznam dílů seriálu Smetánka. Americký komediálně-dramatický televizní seriál Smetánka měl premiéru v letech 2008–2009 na americké stanici The CW.

## Přehled řad
| Řada | Díly | Premiéra v USA | Premiéra v USA | Premiéra v ČR  | Premiéra v ČR |
| Řada | Díly | První díl      | Poslední díl   | První díl      | Poslední díl  |
| ---- | ---- | -------------- | -------------- | -------------- | ------------- |
| 1    | 18   | 9. září 2008   | 24. února 2009 | 11. ledna 2012 | 3. února 2012 |

## Seznam dílů
| Č. v seriálu | Původní název                          | Český název                          | Režie                | Scénář                         | Premiéra v USA     | Premiéra v ČR  |
| ------------ | -------------------------------------- | ------------------------------------ | -------------------- | ------------------------------ | ------------------ | -------------- |
| 1            | Pilot                                  | Vše o novém začátku                  | Michael Engler       | Rina Mimoun                    | 9. září 2008       | 11. ledna 2012 |
| 2            | All About Honesty                      | Vše o upřímnosti                     | Michael Engler       | Rina Mimoun                    | 16. září 2008      | 12. ledna 2012 |
| 3            | All About What You Really, Really Want | Vše o tom, co opravdu, opravdu chceš | Nick Marck           | Anna Fricke                    | 23. září 2008      | 13. ledna 2012 |
| 4            | All About the Power Position           | Vše o dobrém postavení               | David Paymer         | Rina Mimoun a Christopher Fife | 30. září 2008      | 16. ledna 2012 |
| 5            | All About Friends and Family           | Vše o přátelích a rodině             | Joanna Kerns         | Michael Reisz                  | 7. října 2008      | 17. ledna 2012 |
| 6            | All About Appearances                  | Vše o dojmu                          | Janice Cooke-Leonard | Christopher Fife               | 21. října 2008     | 18. ledna 2012 |
| 7            | All About the Haves and the Have-Nots  | Vše o tom, co mít a co nemít         | Liz Friedlander      | David Babcock                  | 28. října 2008     | 19. ledna 2012 |
| 8            | All About Defining Yourself            | Vše o tom, jak prezentovat sama sebe | Paul Lazarus         | Jenny Lynn                     | 4. listopadu 2008  | 20. ledna 2012 |
| 9            | All About Insecurities                 | Vše o nejistotách                    | Michael Engler       | Scott Weinger                  | 11. listopadu 2008 | 23. ledna 2012 |
| 10           | All About Overcompensating             | Vše o příliš vysoké kompenzaci       | Norman Buckley       | Michael Reisz                  | 18. listopadu 2008 | 24. ledna 2012 |
| 11           | All About Love, Actually               | Vše o lásce                          | Michael Engler       | Margaux Froley                 | 1. prosince 2008   | 25. ledna 2012 |
| 12           | All About the Ripple Effect            | Vše o dominovém efektu               | Ron Lagomarsino      | David Babcock a Rina Mimoun    | 8. prosince 2008   | 26. ledna 2012 |
| 13           | All About What Lies Beneath            | Vše o tom, co leží dole              | Liz Friedlander      | Anna Fricke                    | 6. ledna 2009      | 27. ledna 2012 |
| 14           | All About Tough Love                   | Vše o vytrvalé lásce                 | David Paymer         | Rina Mimoun a Christopher Fife | 13. ledna 2009     | 30. ledna 2012 |
| 15           | All About the Big Picture              | Vše o velké fotce                    | Michael Schultz      | Natasha Gaty                   | 20. ledna 2009     | 31. ledna 2012 |
| 16           | All About Confessions                  | Vše o přiznání                       | David Paymer         | Jenny Lynn                     | 3. února 2009      | 1. února 2012  |
| 17           | All About Betrayal                     | Vše o zradě                          | Ron Lagomarsino      | Scott Weinger a David Babcock  | 10. února 2009     | 2. února 2012  |
| 18           | All About a Brand New You              | Vše o tvém zbrusu novém já           | David Paymer         | Rina Mimoun                    | 24. února 2009     | 3. února 2012  |